# NGC 5723
NGC 5723 este o galaxie lenticulară situată în constelația Boarul. A fost descoperită în 16 aprilie 1855 de către William Parsons, 3rd Earl of Rosse⁠(d).